# Il capitano soffre il mare
Il capitano soffre il mare (Barnacle Bill) è un film del 1957 diretto da Charles Frend.